# Multyfarnham
Multyfarnham (iriska: Muilte Farannáin) är en ort i republiken Irland.   Den ligger i grevskapet An Iarmhí och provinsen Leinster, i den centrala delen av landet, 80 km väster om huvudstaden Dublin. Multyfarnham ligger 65 meter över havet och antalet invånare är 376.
Terrängen runt Multyfarnham är platt. Runt Multyfarnham är det ganska tätbefolkat, med 104 invånare per kvadratkilometer. Närmaste större samhälle är An Muileann gCearr, 9,5 km söder om Multyfarnham. Trakten runt Multyfarnham består i huvudsak av gräsmarker.